# Кемпиці (гміна)
Гміна Кемпиці (пол. Gmina Kępice) — місько-сільська гміна у північній Польщі. Належить до Слупського повіту Поморського воєводства.
Станом на 31 грудня 2011 у гміні проживало 9558 осіб.

## Територія
Згідно з даними за 2007 рік площа гміни становила 293.43 км², у тому числі:
- орні землі: 31.00%
- ліси: 61.00%

Таким чином, площа гміни становить 12.74% площі повіту.

## Населення
Станом на 31 грудня 2011:
| Опис     | Загалом | Загалом | Чоловіки | Чоловіки | Жінки | Жінки |
| -------- | ------- | ------- | -------- | -------- | ----- | ----- |
| одиниця  | осіб    | %       | осіб     | %        | осіб  | %     |
| все      | 9558    | 100     | 4939     | 51.67    | 4619  | 48.33 |
| міське   | 3859    | 100     | 1923     | 49.83    | 1936  | 50.17 |
| сільське | 5699    | 100     | 3016     | 52.92    | 2683  | 47.08 |

## Сусідні гміни
Гміна Кемпиці межує з такими гмінами: Мястко, Полянув, Славно, Слупськ, Тшебеліно.